# Hénansal
Hénansal (bret. Henant-Sal) – miejscowość i gmina we Francji, w regionie Bretania, w departamencie Côtes-d’Armor.
Według danych na rok 1990 gminę zamieszkiwało 936 osób, a gęstość zaludnienia wynosiła 32 osoby/km² (wśród 1269 gmin Bretanii Hénansal plasuje się na 598. miejscu pod względem liczby ludności, natomiast pod względem powierzchni na miejscu 293.).